# Parque nacional Altyn-Emel
El Parque nacional Altyn-Emel (en kazajo: Алтынемел; en ruso: Алтын-Эмель) es un parque nacional en Kazajistán. Fue creado en el año 1996.

## Descripción
El parque cubre unos 4 600 kilómetros cuadrados entre el río Ili y el sistema montañosa de Ak-Tau, cerca del embalse de Kapchagay, y consiste principalmente en desiertos y terrenos rocosos. El parque contiene la llamada "arena cantante", una gran duna que es famosa por los ruidos que produce.

## Imágenes

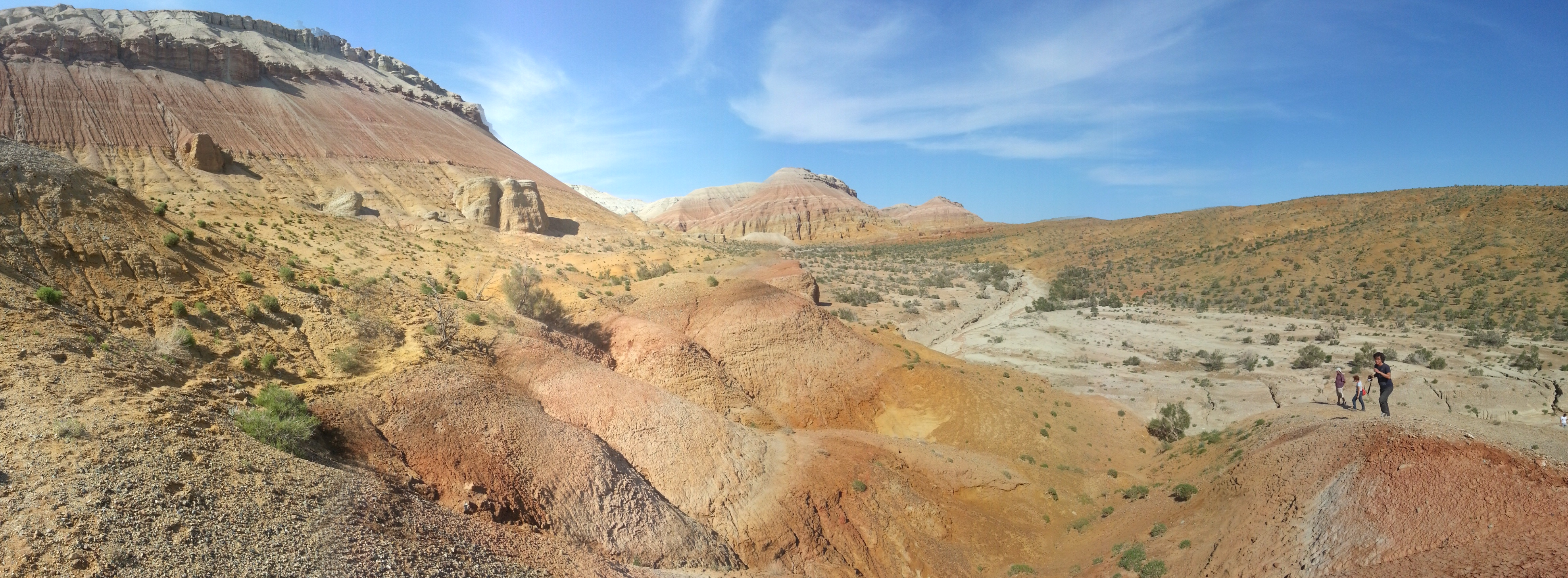
Altyn Emel - Aktau.
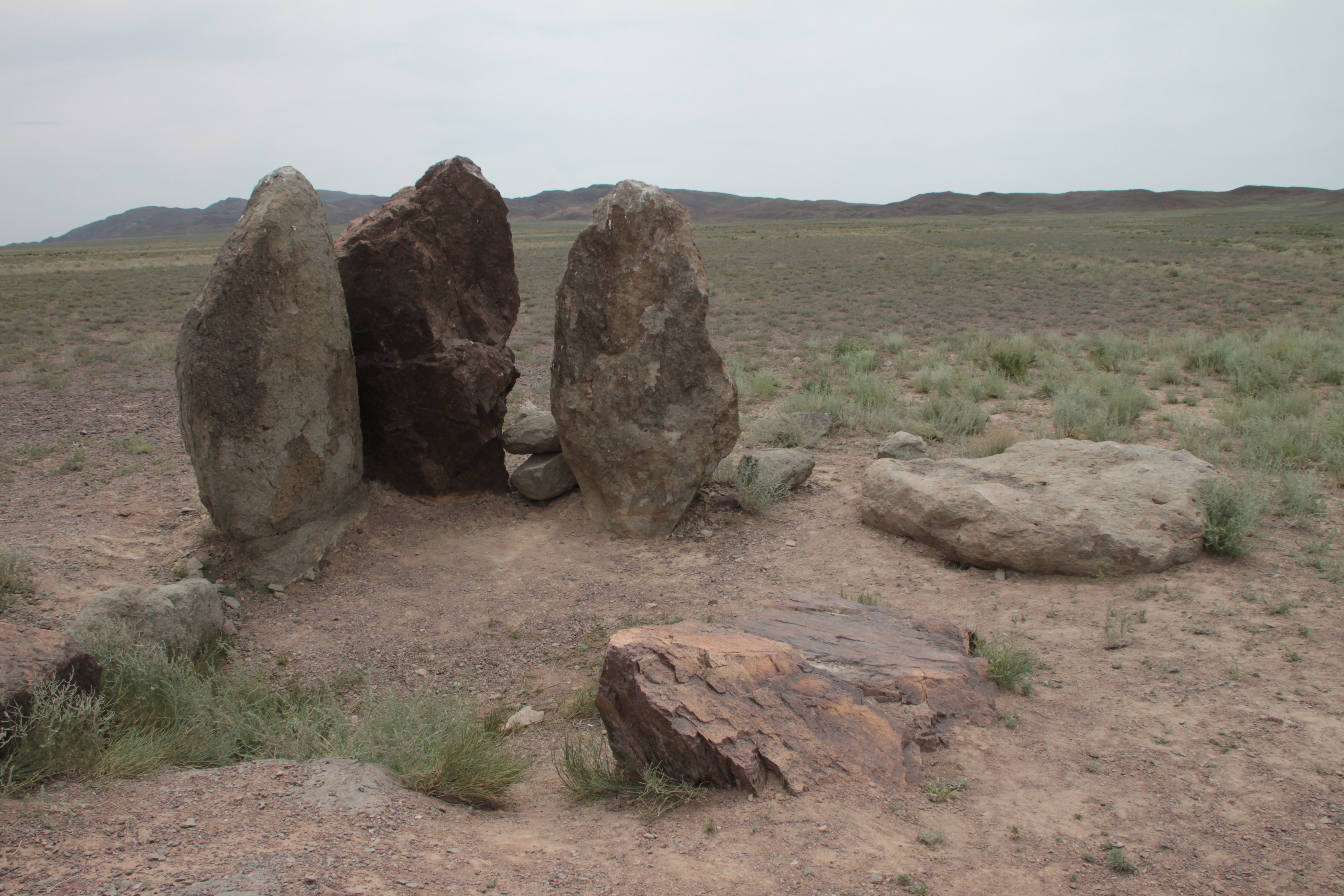